# The Bottom Line
The Bottom Line byl hudební klub, který se nacházel v západní čtvrté ulici v newyorské čtvrti Greenwich Village. Otevřen byl v únoru roku 1974 a jeho zakladateli byli Allan Pepper a Stanley Snadowsky. Během třicetileté existence klubu v něm vystupovala řada hudebníků, mezi něž patří například John Cale, Ry Cooder, Van Morrison, Patti Smith a Paul Butterfield. Hudebník Lou Reed zde v roce 1978 nahrál své album Live: Take No Prisoners. Roku 2003 vznikly problémy kvůli neplacení nájmu. Klub byl uzavřen v lednu 2004.